# Deh Kond
Deh Kond (persiska: دِه كُندِه, ده كند) är en ort i Iran.   Den ligger i provinsen Kohgiluyeh och Buyer Ahmad, i den centrala delen av landet, 600 km söder om huvudstaden Teheran. Deh Kond ligger 751 meter över havet och antalet invånare är 150.
Terrängen runt Deh Kond är huvudsakligen kuperad. Deh Kond ligger nere i en dal.Runt Deh Kond är det ganska glesbefolkat, med 24 invånare per kvadratkilometer. Närmaste större samhälle är Bāsht, 7,2 km nordväst om Deh Kond. Omgivningarna runt Deh Kond är i huvudsak ett öppet busklandskap.